# BRM P57
BRM P57 – samochód Formuły 1, zaprojektowany przez Tony'ego Rudda i skonstruowany przez BRM. Samochód wygrał sześć wyścigów, zapewniając Grahamowi Hillowi pierwszy tytuł mistrza świata.

## Historia
Zaprojektowany w 1961 roku model P57 został dostosowany do nowych przepisów, skoncentrowanych wokół silników o pojemności 1,5 litra. Pierwotny projekt stosował końcówki układu wydechowego skierowane do góry, ale to rozwiązanie okazało się awaryjne. Początkowo samochód był napędzany przez silnik Climax i otrzymał oznaczenie P48/P57, ale samochód nie był konkurencyjny na tle Ferrari 156. W tym celu pododdział BRM, firma Owen Organisation, skonstruowała własny silnik V8, używając do tego celu jak najlżejszych części.
Graham Hill w sezonie 1962 wygrał najpierw niewliczane do cyklu mistrzostw wyścigi w Goodwood i Silverstone, a następnie odniósł zwycięstwo w Grand Prix Holandii. Mimo problemów z samochodem w Monako, Belgii i Francji w drugiej połowie sezonu Hill odniósł trzy zwycięstwa i został pierwszym brytyjskim mistrzem świata w brytyjskim samochodzie.
Model był używany do 1965 roku.

## Wyniki w Formule 1
| Legenda oznaczeń w tabelach wyników Wyświetl szablon na nowej stronie | Legenda oznaczeń w tabelach wyników Wyświetl szablon na nowej stronie                                                                     |
| Oznaczenie                                                            | Wyjaśnienie |
| --------------------------------------------------------------------- | --- |
| Złoty                                                                 | Zwycięzca lub mistrzostwo |
| Srebrny                                                               | 2. miejsce lub wicemistrzostwo |
| Brązowy                                                               | 3. miejsce lub II wicemistrzostwo |
| Zielony                                                               | Ukończył, punktował (w klasyfikacji generalnej, gdy zdobył co najmniej jeden punkt na przestrzeni sezonu, poza trzema powyższymi opcjami) |
| Niebieski                                                             | Ukończył, nie punktował (w klasyfikacji generalnej, gdy nie zdobył co najmniej jednego punktu na przestrzeni sezonu)                      |
| Czerwony                                                              | Nie zakwalifikował się (NZ) |
| Czerwony                                                              | Nie prekwalifikował się (NPK) |
| Różowy                                                                | Nie ukończył (NU) |
| Różowy                                                                | Niesklasyfikowany (NS) (w klasyfikacji generalnej, gdy nie został sklasyfikowany w żadnym wyścigu sezonu)                                 |
| Czarny                                                                | Zdyskwalifikowany (DK) |
| Czarny                                                                | Wykluczony (WYK/EX) |
| Biały                                                                 | Nie wystartował (NW) |
| Biały                                                                 | Kontuzjowany (K/INJ) |
| Biały                                                                 | Wyścig odwołany (OD/C) |
| Bez koloru                                                            | Został wycofany (WYC/WD) |
| Bez koloru                                                            | Nie przybył (NP/DNA) |
| Bez koloru                                                            | Nie brał udziału w treningach (NT/DNP) |
| Bez koloru                                                            | Nie został zgłoszony (–) |
| Pogrubienie                                                           | Start z pole position |
| Kursywa                                                               | Najszybsze okrążenie wyścigu |
| †                                                                     | Nie ukończył, ale jego rezultat został zaliczony ze względu na przejechanie więcej niż 90% dystansu wyścigu.                              |
| *                                                                     | Sezon w trakcie |
| 1/2/3                                                                 | Punktowana pozycja w sprincie kwalifikacyjnym                                                                                             |
| Lista systemów punktacji Formuły 1                                    | |

| Sezon | Zespół                   | Silnik | Kierowcy            | Wyniki w poszczególnych eliminacjach | Wyniki w poszczególnych eliminacjach | Wyniki w poszczególnych eliminacjach | Wyniki w poszczególnych eliminacjach | Wyniki w poszczególnych eliminacjach | Wyniki w poszczególnych eliminacjach | Wyniki w poszczególnych eliminacjach | Wyniki w poszczególnych eliminacjach | Wyniki w poszczególnych eliminacjach | Wyniki w poszczególnych eliminacjach | Wyniki kierowców | Wyniki kierowców | Wyniki konstruktora | Wyniki konstruktora |
| Sezon | Zespół                   | Silnik | Kierowcy            | MCO                                  | NLD                                  | BEL                                  | FRA                                  | GBR                                  | DEU                                  | ITA                                  | USA                                  |                                      |                                      | Punkty           | Pozycja          | Punkty              | Pozycja             |
| ----- | ------------------------ | ------ | ------------------- | ------------------------------------ | ------------------------------------ | ------------------------------------ | ------------------------------------ | ------------------------------------ | ------------------------------------ | ------------------------------------ | ------------------------------------ | ------------------------------------ | ------------------------------------ | ---------------- | ---------------- | ------------------- | ------------------- |
| 1961  | Owen Racing Organisation | Climax | Tony Brooks         | 13                                   | 9                                    | 13                                   | NU                                   | 9                                    | NU                                   | 5                                    | 3                                    |                                      |                                      | 6                | 10               | 7                   | 5                   |
| 1961  | Owen Racing Organisation | Climax | Graham Hill         | NU                                   | 8                                    | NU                                   | 6                                    | NU                                   | NU                                   | NU                                   | 5                                    |                                      |                                      | 3                | 16               | 7                   | 5                   |
|       |                          |        |                     | NLD                                  | MCO                                  | BEL                                  | FRA                                  | GBR                                  | DEU                                  | ITA                                  | USA                                  | ZAF                                  |                                      | Punkty           | Pozycja          | Punkty              | Pozycja             |
| 1962  | Owen Racing Organisation | BRM    | Graham Hill         | 1                                    | 6                                    | 2                                    | 9                                    | 4                                    | 1                                    | 1                                    | 2                                    | 1                                    |                                      | 42               | 1                | 42                  | 1                   |
| 1962  | Owen Racing Organisation | BRM    | Richie Ginther      | NU                                   | NU                                   | NU                                   | 3                                    | 13                                   | 8                                    | 2                                    | NU                                   | 7                                    |                                      | 10               | 8                | 42                  | 1                   |
| 1962  | Ecurie Galloise          | BRM    | Jackie Lewis        | -                                    | NZ                                   | -                                    | -                                    | -                                    | -                                    | -                                    | -                                    | -                                    |                                      | 0                | 21               | 42                  | 1                   |
| 1962  | Bruce Johnstone          | BRM    | Bruce Johnstone     | -                                    | -                                    | -                                    | -                                    | -                                    | -                                    | -                                    | -                                    | 9                                    |                                      | 0                | 26               | 42                  | 1                   |
|       |                          |        |                     | MCO                                  | BEL                                  | NLD                                  | FRA                                  | GBR                                  | DEU                                  | ITA                                  | USA                                  | MEX                                  | ZAF                                  | Punkty           | Pozycja          | Punkty              | Pozycja             |
| 1963  | Owen Racing Organisation | BRM    | Richie Ginther      | 2                                    | 4                                    | 5                                    | NU                                   | 4                                    | 3                                    | 2                                    | 2                                    | 3                                    | NU                                   | 29               | 3                | 36                  | 2                   |
| 1963  | Owen Racing Organisation | BRM    | Graham Hill         | 1                                    | NU                                   | NU                                   | -                                    | 3                                    | NU                                   | 16                                   | 1                                    | -                                    | 3                                    | 26 (29)          | 2                | 36                  | 2                   |
| 1963  | Scuderia Centro Sud      | BRM    | Lorenzo Bandini     | -                                    | -                                    | -                                    | 10                                   | 5                                    | NU                                   | -                                    | -                                    | -                                    | -                                    | 2 (6)            | 10               | 36                  | 2                   |
| 1963  | Scuderia Centro Sud      | BRM    | Moisés Solana       | -                                    | -                                    | -                                    | -                                    | -                                    | -                                    | -                                    | -                                    | 11                                   | -                                    | 0                | 26               | 36                  | 2                   |
| 1963  | Maurice Trintignant      | BRM    | Maurice Trintignant | -                                    | -                                    | -                                    | -                                    | -                                    | -                                    | 9                                    | -                                    | -                                    | -                                    | 0                | 21               | 36                  | 2                   |
|       |                          |        |                     | MCO                                  | NLD                                  | BEL                                  | FRA                                  | GBR                                  | DEU                                  | AUT                                  | ITA                                  | USA                                  | MEX                                  | Punkty           | Pozycja          | Punkty              | Pozycja             |
| 1964  | Maurice Trintignant      | BRM    | Maurice Trintignant | NU                                   | -                                    | -                                    | 11                                   | NZ                                   | 5                                    | -                                    | NU                                   | -                                    | -                                    | 2                | 17               | 42                  | 2                   |
| 1964  | Scuderia Centro Sud      | BRM    | Giancarlo Baghetti  | -                                    | 10                                   | 8                                    | -                                    | 12                                   | NU                                   | 7                                    | 8                                    | -                                    | -                                    | 0                | 23               | 42                  | 2                   |
| 1964  | Scuderia Centro Sud      | BRM    | Tony Maggs          | -                                    | NW                                   | NW                                   | -                                    | NU                                   | 6                                    | 4                                    | -                                    | -                                    | -                                    | 4                | 13               | 42                  | 2                   |
|       |                          |        |                     | ZAF                                  | MCO                                  | BEL                                  | FRA                                  | GBR                                  | NLD                                  | DEU                                  | ITA                                  | USA                                  | MEX                                  | Punkty           | Pozycja          | Punkty              | Pozycja             |
| 1965  | Scuderia Centro Sud      | BRM    | Lucien Bianchi      | -                                    | -                                    | 10                                   | -                                    | -                                    | -                                    | -                                    | -                                    | -                                    | -                                    | 0                | 28               | 45                  | 2                   |
| 1965  | Scuderia Centro Sud      | BRM    | Willy Mairesse      | -                                    | -                                    | NW                                   | -                                    | -                                    | -                                    | -                                    | -                                    | -                                    | -                                    | 0                | NS               | 45                  | 2                   |
| 1965  | Scuderia Centro Sud      | BRM    | Masten Gregory      | -                                    | -                                    | NU                                   | -                                    | 12                                   | -                                    | 8                                    | NU                                   | -                                    | -                                    | 0                | 19               | 45                  | 2                   |
| 1965  | Scuderia Centro Sud      | BRM    | Roberto Bussinello  | -                                    | -                                    | -                                    | -                                    | -                                    | -                                    | NZ                                   | 13                                   | -                                    | -                                    | 0                | 31               | 45                  | 2                   |
| 1965  | Scuderia Centro Sud      | BRM    | Giorgio Bassi       | -                                    | -                                    | -                                    | -                                    | -                                    | -                                    | -                                    | NU                                   | -                                    | -                                    | 0                | NS               | 45                  | 2                   |